# Jang Seong-Hwa
Jang Seong-Hwa es un deportista surcoreano que compitió en taekwondo. Ganó una medalla de oro en el Campeonato Mundial de Taekwondo de 1983 una medalla de oro en el Campeonato Asiático de Taekwondo de 1982.

## Palmarés internacional
| Campeonato Mundial  | Campeonato Mundial     | Campeonato Mundial | Campeonato Mundial |
| Año                 | Lugar                  | Medalla            | Categoría          |
| ------------------- | ---------------------- | ------------------ | ------------------ |
| 1983                | Copenhague (Dinamarca) | Medalla de oro     | +84 kg             |
| Campeonato Asiático |                        |                    |                    |
| Año                 | Lugar                  | Medalla            | Categoría          |
| 1982                | Singapur (Singapur)    | Medalla de oro     | +84 kg             |